# British Zeal (schip, 1937)
De British Zeal (Britse IJver) was een Brits motortankschip van 8.532 ton. Het schip werd in 1937 afgebouwd bij Lithgows Ltd in de haven van Glasgow. De eigenaar was de British Tanker Co. Ltd in Londen, die aldaar haar thuishaven had.

## Geschiedenis
De British Zeal was op 31 december 1940 met een vrachtlading en een onbekend aantal bemanningsleden aan boord onderweg van Liverpool naar Freetown. Maar net voor de jaarwisseling, om 23.00 uur, ging het schip bijna ten onder. De niet-geëscorteerde Britse tanker werd onderaan het schip, ter hoogte van de commandobrug, geraakt door een torpedo van de U-65, dicht bij Kaapverdië. De U-boot van korvkpt. Hans-Gerrit von Stockhausen had de tanker ongeveer acht uren lang achtervolgd en daarna, om 17.52 uur, aangevallen met een spreidschot van twee torpedo's (één torpedo was te vroeg gelanceerd), die het tankschip misten. De tanker ontweek de torpedo's maar werd toen na een eerste torpedo-ontwijking toch nog geraakt door de tweede torpedo in positie 15°40' Noord en 20°43' West.  
Door de duisternis in dit gebied konden de Duitsers het dekkanon niet gebruiken en ook namen ze waar dat de tankerbemanning het schip verliet, wat hen deed veronderstellen dat de tanker toch wel zou zinken. (Vermoedelijk wilde von Stockhausen wegens Nieuwjaar het gevecht niet voortzetten, want hij ondernam geen verdere pogingen om het schip alsnog te treffen.)
Nochtans klom de bemanning even later uit de reddingsboten om weer aan boord te gaan van de Britse tanker, die blijkbaar niet wilde zinken, en voeren zij alsnog met het schip weg. Zo bereikten zij aan het begin van het nieuwe jaar toch nog veilig Freetown, ondanks de beschadiging aan de scheepsromp. Of er slachtoffers zijn gevallen, is onbekend.